# Huddersfield Town FC
A Huddersfield Town (hivatalos nevén Huddersfield Town Football Club) Huddersfield város 1908-ban alapított labdarúgócsapata. Jelenleg a Championship-ben szerepelnek. 1926-ban a Huddersfield Town lett az első olyan angol csapat, akinek sikerült egymás után háromszor elhódítani a bajnoki címet. Ez azóta csak három csapatnak sikerült (Arsenal, Liverpool, Manchester United). 1922-ben megnyerték az FA kupát. A csapat meze kék-fehér csíkos, hivatalos szurkolói himnuszuk pedig a "Smile a While". A 2018-2019-es szezonban az élvonalban szerepeltek, azonban csak 16 pontot gyűjtve utolsóként estek ki a Premier League-ból.

## Eredményei
- Bajnok: 1924, 1925, 1926
  - Ezüstérmes: 1927, 1928, 1934
  - Bronzérmes: 1923, 1936, 1954
- Másodosztályú bajnok: 1970
  - Ezüstérmes: 1920, 1953
  - Rájátszás győztese: 2017
- FA Kupa győztes: 1922
  - Ezüstérmes: 1920, 1928, 1930, 1938

## Története

### Világháborúelőtt

A Huddersfield Town helyezései 1910-től napjainkig

1907-ben megalakult a Huddersfield Association Football Ground Co. (Huddersfield Egyesület Pálya Társaság) és 500 font tőkéjével megvásárolta a Leeds Road rekreációs területeket. 1908 nyarán megalapult a Huddersfield Town AFC és a Leeds Road hivatalosan 1908. szeptember 2-án nyitották meg egy Bradford Park Avenue elleni barátságos mérkőzéssel. Első mérkőzésük felnőtt versenykiírásban szeptember 5-én a South Shields Adelaide ellen vívták lazac-rózsaszínű mezekben.

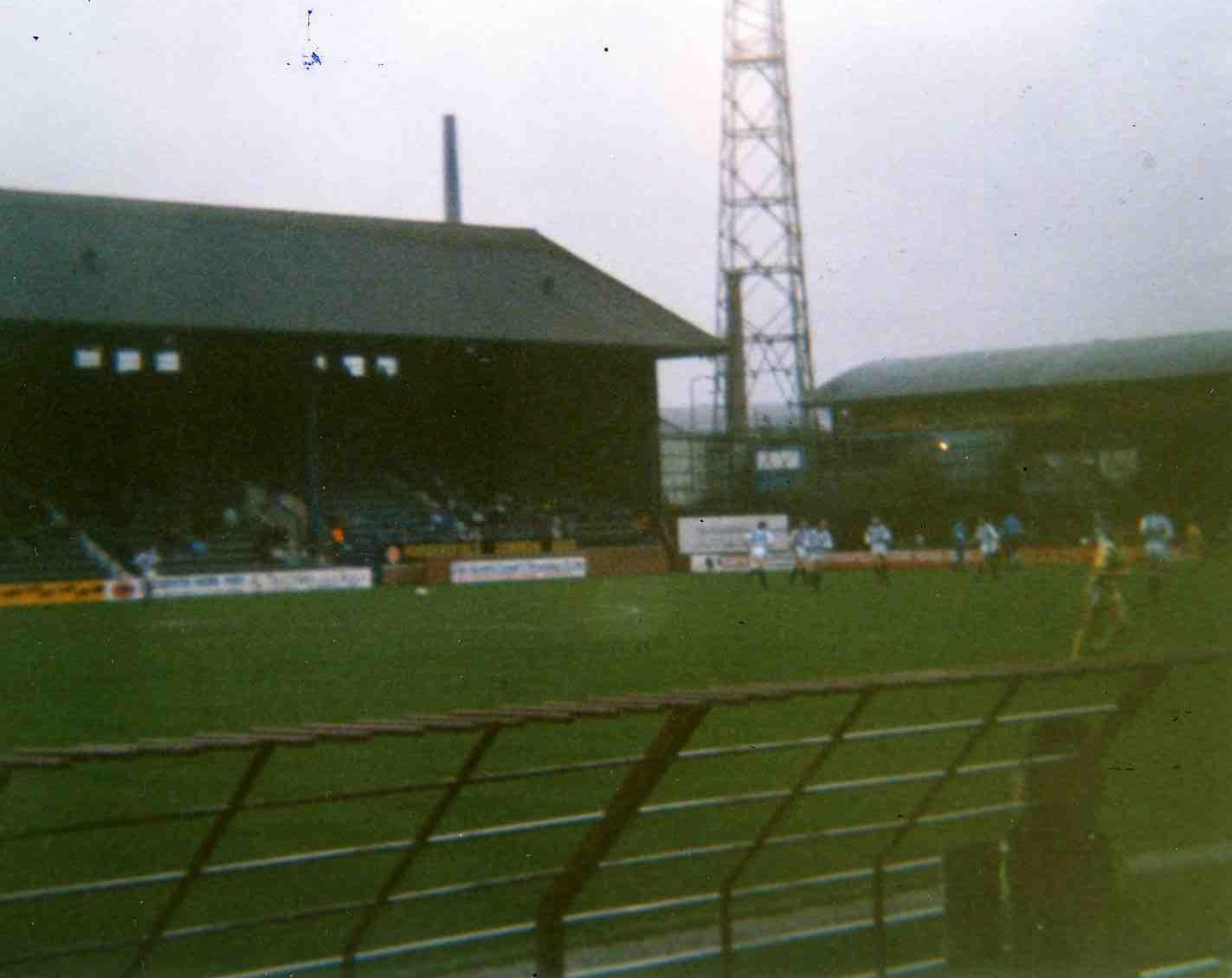
A Leeds Road

Az egyesület 1910-ben csatlakozott az Angol labdarúgó-bajnoksághoz. 1919-ben adománygyűjtő kampányra volt szükség, hogy a csapatot megmentsék attól, hogy Leedsbe tegye át székhelyét. Huddersfield lakosait arra kérték fel, hogy 1 fontot érő részvényeket vásároljanak az egyesületből, és a csapat megmenekült a tervezett fúziótól. A Huddersfield Town, meglepetésként bejutott az 1920-as FA kupa döntőjébe, és feljutott a Division One-ba.

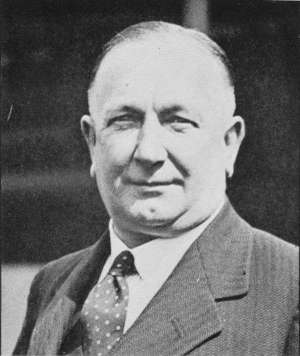
Herbert Chapman vezetőedző

Ezt követően a három egymást követő évben megnyerte a bajnokságot (1924, 1925, 1926). Herbert Chapman vezetőedző irányította őket az első két bajnoki győzelem alatt, majd az Arsenal leigazolta. Cecil Potter vette át az irányítást, és vele nyerte el a csapat a harmadik egymás utáni bajnoki címet. A Huddersfield Town volt az első ilyen csapat, aki ezt elérte. Miután döntőt veszítettek az Aston Villa ellen, megnyerték az 1922-es FA kupát a Preston North End ellen 1922. április 29-én a Stamford Bridge-en. Szintén 1922-ben megnyerték a Charity Shield-et. Szintén a Huddersfield Town volt az első olyan csapat, aki először rúgott gólt szögletből egy 1924-es mérkőzésen.
A Huddersfield Town figyelemreméltó korai eredményei közé tartoznak a Manchester United 6-0-s legyőzése idegenben 1930. szeptember 10-én, a Blackpool felett aratott 10-1-es hazai győzelme 1930. december 13-án, és a Liverpool 8-0-s otthon elért győzelme 1934. november 10-én.
A legmagasabb nézőszám az 1932. február 27-ei Arsenal elleni FA kupa hatodik fordulóján jegyezték. Hivatalosan 67 037 néző volt jelen, bár azt is feljegyezték, hogy legalább 5 000 szurkoló betört a mérkőzésre. A Huddersfield 1-0 arányban elveszítette a mérkőzést.

### A második világháború után
1952-ben az első osztályban szereplő Huddersfield Town Andy Beattie-t nevezte ki vezetőedzőnek. Beattie erőfeszítései ellenére, nem tudta megmenteni a csapatot a kieséstől. Viszont Beattie már a jövőre gondolt. A nyár alatt három fontos játékost sikeresen leigazolt. A Stockport County-tól a hátvéd Ron Staniforth-ot és Tommy Cavanagh csatárt, míg a Motherwell-től a csatár Jimmy Watson érkezett.
Beattie irányítása és az új igazolások elegendőnek bizonyultak, hogy az 1952-53-as idényben kiharcolják a feljutást az első osztályba. A második vonalban eltöltött egy esztendő alatt több említésre méltó győzelmet is arattak, mint a 8-2 az Everton ellen, 6-0 a Barnsley ellen, és az 5-0 a Lincoln City és a Southamton ellen. A teljes védelem Jack Wheeler, Ron Staniforth, Laurie Kelly, Bill McGarry, Don McEvoy, Len Quested, és a szélső Vic Metcalfe, az összes mérkőzésen szerepeltek. Ezek mellett a 30 gólt szerző csatár, Jimmy Glazzard, csak egy mérkőzést hagyott ki.
Visszatérve az első osztályba, Beattie irányítása alatt, igaz sérülésektől sújtva, de folytatta szárnyalását átmentve az előző idényi formát és az elismerő harmadik helyen végeztek az 1953-54-es idényben. Csak kettő ponttal maradtak le a második West Bromwich Albion és hattal a bajnok Wolverhampton Wanderers mögött. Ez marad a Huddersfield Town legmagasabb helyezése a világháború után, igaz az igazi hanyatlás még váratott magára. Az 1954-55-ös idényben a 12. helyre csúsztak vissza az FA kupában való menetelés ellenére, ahol a negyeddöntőig jutottak. Beattie vezetőedző felajánlotta felmondását, de az egyesület marasztalta, így maradt.

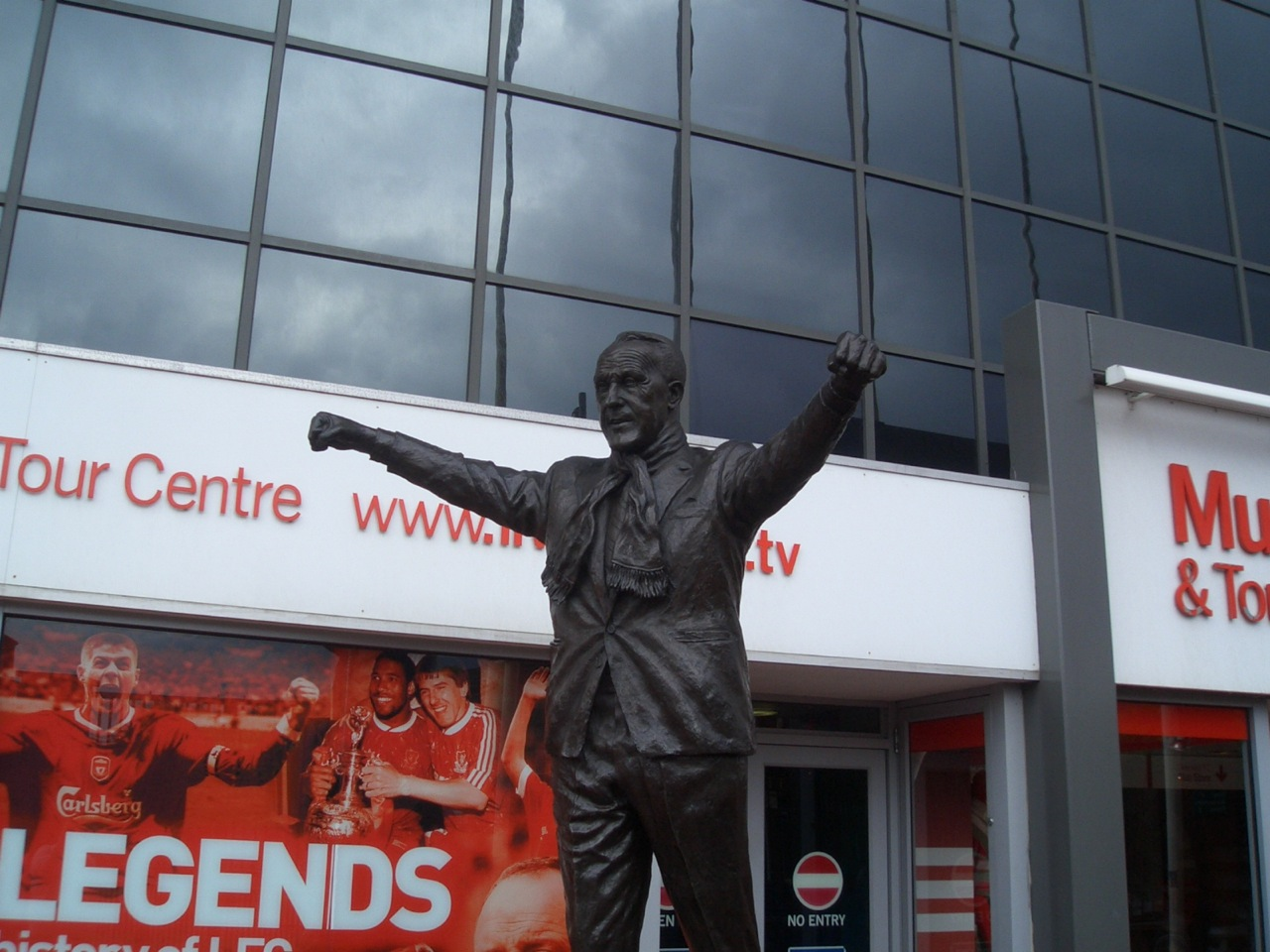
Bill Shankly szobra az Anfield előtt

A csapat ekkor kinevezte a legendás Bill Shankly-t vezetőedző asszisztensnek, hogy segítse Beattie-t, akivel korábban még játékosként a Preston North End-ben játszottak, de a kiesés már közel volt.
A Huddersfield küzdött, hogy elkerülje a kiesést egy olyan idényben, melyben a későbbi legendás angol válogatott és világbajnok bal bekk, Ray Wilson mutatkozott be a Huddersfield Town színeiben. Mégis a kiesés sorsára jutottak ironikusan a Sheffield United-del, ugyanazzal a csapattal, akivel három évvel korábban visszajutottak az első osztályba. Beattie, úgy érezvén, hogy a csapattal elérte a maximumot, 1956 novemberében végleg felmondott.

## Játékosok
2018. augusztus 9-e szerint.
| #  |       | Poszt | Név                |
| -- | ----- | ----- | ------------------ |
| 1  | DEN   | K     | Jonas Lössl        |
| 2  | ENG   | V     | Tommy Smith (c)    |
| 5  | NED   | V     | Terence Kongolo    |
| 6  | ENG   | KP    | Jonathan Hogg      |
| 7  | NED   | KP    | Juninho Bacuna     |
| 8  | DEN   | KP    | Philip Billing     |
| 9  | Kongó | CS    | Elias Kachunga     |
| 10 | AUS   | KP    | Aaron Mooy         |
| 11 | FRA   | CS    | Adama Diakhaby     |
| 12 | ENG   | K     | Ben Hamer          |
| 14 | EGY   | KP    | Ramadán Szobhi     |
| 15 | GER   | V     | Chris Löwe         |
| 17 | NED   | KP    | Rajiv van La Parra |

| #  |     | Poszt | Név                                        |
| -- | --- | ----- | ------------------------------------------ |
| 18 | BEL | CS    | Isaac Mbenza (kölcsönben a Montpelliertől) |
| 19 | USA | KP    | Danny Williams                             |
| 20 | BEL | CS    | Laurent Depoitre                           |
| 21 | ENG | KP    | Alex Pritchard                             |
| 23 | GER | CS    | Collin Quaner                              |
| 24 | BEN | CS    | Steve Mounié                               |
| 25 | DEN | V     | Mathias Jørgensen                          |
| 26 | GER | V     | Christopher Schindler                      |
| 27 | SLO | V     | Jon Gorenc Stanković                       |
| 29 | MAR | KP    | Abdelhamíd Szábírí                         |
| 31 | ENG | K     | Ryan Schofield                             |
| 33 | SUI | V     | Florent Hadergjonaj                        |
| 37 | GER | V     | Erik Durm                                  |

## Menedzserek
- 1908–10 Fred Walker
- 1910–12 Dick Pudan
- 1912 Leslie Knighton
- 1912–19 Arthur Fairclough
- 1919–21 Ambrose Langley
- 1921–25 Herbert Chapman
- 1925–26 Cecil Potter
- 1926–29 Jack Chaplin
- 1929–42 Clem Stephenson
- 1942–43 Ted Magner
- 1943–47 David Steele
- 1947–52 George Stephenson
- 1952–56 Andy Beattie
- 1956–59 Bill Shankly
- 1959–64 Eddie Boot
- 1964 Ian Greaves
- 1964–68 Tom Johnston
- 1968–74 Ian Greaves
- 1974–75 Bobby Collins
- 1975–77 Tom Johnston
- 1977 John Haselden
- 1977–78 Tom Johnston
- 1978–86 Mick Buxton
- 1986–87 Steve Smith
- 1987–88 Malcolm Macdonald
- 1988–92 Eoin Hand
- 1992–93 Ian Ross
- 1993–95 Neil Warnock
- 1995–97 Brian Horton
- 1997–99 Peter Jackson
- 1999–2000 Steve Bruce
- 2000–02 Lou Macari
- 2002–03 Mick Wadsworth
- 2003 Mel Machin
- 2003–07 Peter Jackson
- 2007 Gerry Murphy
- 2007–08 Andy Ritchie
- 2008 Gerry Murphy
- 2008 Stan Ternent
- 2008 Gerry Murphy
- 2008 Graham Mitchell
- 2008–12 Lee Clark
- 2012– Simon Grayson

## Ligák
- 1910–1920: Division 2
- 1920–1952: Division 1
- 1952–1953: Division 2
- 1953–1956: Division 1
- 1956–1970: Division 2
- 1970–1972: Division 1
- 1972–1973: Division 2
- 1973–1975: Division 3
- 1975–1980: Division 4
- 1980–1983: Division 3
- 1983–1988: Division 2
- 1988–1992: Division 3
- 1992–1995: Division 2 (harmadosztály)
- 1995–2001: Division 1 (másodosztály)
- 2001–2003: Division 2 (harmadosztály)
- 2003–2004: Division 3 (negyedosztály)
- 2004–2012: League One
- 2012–2017: Football League Championship
- 2017: Premier League

## Külső hivatkozások
- Hivatalos weblap (angol)